# كلوي تشاو
كلوي تشاو (بالصينية: 趙婷) هي كاتبة سيناريو ومنتجة أفلام ومخرجة صينية، ولدت في 31 مارس 1982 في بكين في الصين.

## وصلات خارجية
- كلوي تشاو على موقع IMDb (الإنجليزية)
- كلوي تشاو على موقع روتن توميتوز (الإنجليزية)
- كلوي تشاو على موقع مونزينجر (الألمانية)
- كلوي تشاو على موقع ألو سيني (الفرنسية)
- كلوي تشاو على موقع ميوزك برينز (الإنجليزية)
- كلوي تشاو على موقع أول موفي (الإنجليزية)
- كلوي تشاو على موقع قاعدة بيانات الفيلم (الإنجليزية)
- كلوي تشاو على موقع كينوبويسك (الروسية)